# Списак олимпијаца Босне и Херцеговине
Следећи списак представља списак олимпијаца Босне и Херцеговине по спортовима. За олимпијце рођене у Босни и Херцеговини који су се такмичили за време СХС, Краљевине Југославије и СФРЈ погледај Списак олимпијаца Југославије (1920-1992 ЗОИ).

## Летње олимпијске игре

### Атлетика
- Хамза Алић
- Мирсада Бурић
- Јасминка Губер
- Када Делић
- Ислам Ђугум
- Лусија Кимани
- Дијана Којић
- Ђуро Коџо
- Елвир Крехмић
- Кемал Мешић
- Драган Мустапић
- Месуд Пезер
- Жељко Петровић
- Јасмин Салиховић
- Златан Сарачевић
- Амел Тука

### Дизање тегова
- Мехмед Скендер

### Кајак и кану
Дивље воде
- Самир Карабашић
- Емир Шаргановић

Мирне воде
- Александар Ђурић

### Пливање
- Јанко Гојковић
- Амина Кајтаз
- Дијана Квесић
- Ања Маргетић
- Емир Муратовић
- Ивана Нинковић
- Недим Нишић
- Жељко Панић
- Лана Пудар
- Енсар Хајдер
- Михајло Чепркало

### Рвање
- Фахрудин Хоџић

### Стони тенис
- Срђан Миличевић
- Тарик Хоџић

### Стрељаштво
- Татјана Ђекановић
- Мирјана Јововић-Хорват
- Зоран Новаковић
- Неџад Фазлија

### Теквондо
- Зоран Прерад
- Неџад Хусић

### Тенис
- Мирза Башић
- Мервана Југић Салкић
- Дамир Џумхур

### Џудо
- Давор Влашковац
- Аријана Јаха
- Амел Мекић
- Владо Параџик
- Лариса Церић

## Зимске олимпијске игре

### Алпско скијање
- Есма Алић
- Енис Бећирбеговић
- Тахир Бисић
- Аријана Борас
- Маја Клепић
- Игор Лајкерт
- Емир Локмић
- Елведина Музаферија
- Жана Новаковић
- Мојца Ратај
- Марко Рудић
- Марко Шаферер

### Биатлон
- Александра Васиљевић
- Тања Каришик
- Миро Ћосић

### Боб
- Игор Борас
- Низар Зацирагић
- Един Крупалија
- Нихад Мамелеџија
- Зоран Соколовић
- Огњен Соколовић
- Здравко Стојнић
- Марио Фрањић
- Изет Харачић

### Санкање
- Исмар Биоградлић
- Неџад Ломигора
- Верона Марјановић
- Мирза Николајев

### Скијашко трчање
- Беким Бабић
- Ведрана Вукичевић
- Страњиња Ерић
- Тања Каришик
- Сања Кусмук
- Младен Плакаловић
- Бојан Самарџија